# Horacio Lo Greco
Pour les articles homonymes, voir Greco.
Horacio Lo Greco est un artiste plasticien né en 1957 à Buenos Aires, en Argentine.
Il vit et travaille maintenant en France à Lyon.
"L’Argentine a été appelée « Pays du divan » car c’est le pays au monde qui possède le plus de psychanalystes au mètre carré : regarder les toiles du Franco-Argentin Horacio Lo Greco c’est comme tenter de pénétrer dans sa vie intime comme on entrerait dans un autre univers. Sa peinture empreinte de fantastique, pétrie de petites histoires personnelles, toujours pointée d’humour, guidée par les pinceaux de son inconscient, questionne sans relâche le passé et s’ouvre sur des paysages d’enfance destinés, entre deux langues, entre deux vies, à harmoniser le chaos."

## Œuvres
- Madonna al dente
- Polyglouglous

## Expositions personnelles
- Galerie La Tournelle, Poët-Laval, peintures, 1991
- Galerie La Tournelle, Poët-Laval, sculptures, 1990
- Galerie Vannoni, Lyon, 1987-89
- Galerie Vannoni, Lyon / Galerie Un Lugar Azul, Buenos Aires, 1986
- Galerie Vannoni, Lyon, 1984
- La Galerie, Lyon, 1982

## Expositions collectives récentes
- Les 20 ans de l'école municipale d'arts plastiques de Corbas, Le Polaris, Corbas, 2000
- Et il ne faut jurer de rien, 8 artistes 4 lieux, Lyon, 2001
- Et il ne faut jurer de rien, 8 artistes 4 lieux, Lyon, 2002
- L'attrape-couleurs, Lyon, 2002
- Exposition de l'école municipale d'arts plastiques de Corbas, Le Polaris, Corbas, 2014